# Oberonia sinica
Oberonia sinica är en orkidéart som först beskrevs av Sing Chi Chen och Kai Yung Lang, och fick sitt nu gällande namn av Paul Ormerod. Oberonia sinica ingår i släktet Oberonia och familjen orkidéer. Inga underarter finns listade i Catalogue of Life.